# Дом присутственных мест (Новгород-Северский)
Дом присутственных мест или Дом, где в январе 1918 года проходил уездный съезд советов — памятник истории местного значения в Новгород-Северском. Сейчас в здании размещается Новгород-Северское медицинское училище.

## История
Решением исполкома Черниговского областного совета народных депутатов от 17.11.1980 № 551 присвоен статус памятник истории местного значения с охранным № 1287 под названием Дом, где в январе 1918 года проходил уездный съезд советов. Установлена информационная доска. 
Приказом Департамента культуры и туризма, национальностей и религий Черниговской областной государственной администрации от 12.11.2015 № 254 для памятника используется новое названием — Дом присутственных мест. Кроме того предлагалось название дом купца Сербина.

## Описание
Дом построен в 1866 году на углу современных улиц Губернской и Воздвиженской. До октября 1917 года 2-й этаж занимала городская управа и мещанский клуб. 
Двухэтажный, Г-образный в плане дом, площадью 3 648 кв. м. Первый этаж — кирпичный с 15 комнатами, второй — деревянный с 14 комнатами, обложенный кирпичом. Фасад первого этажа украшен рустикой. В 1974 году была построена кирпичная пристройка.
5 января 1918 года в доме проходил Первый уездный съезд Новгород-Северского совета рабочих, крестьянских и красноармейских депутатов; провозглашена советская власть в Новгород-Северском уезде. В уездный исполком были избраны: С. В. Ромченко (глава), Л. Д. Печенко (заместитель), П. В. Дубко, Г. Л. Богданова, М. Г. Салая. Делегатом на III Всероссийском съезде Советов был избран С. В. Ромченко..
После установления советской власти здесь разместился народный суд, в 1934-1936 годы — земельный отдел.
С 1936 года (по другим данным с 1938 года) в доме размещается Новгород-Северское медицинское училище, основанное в 1936 году как двухлетняя школа акушерок и медсестёр. В 1988/1989 учебном году на 2 отделениях (медсестёр и фельдшерском) училось 445 учеников, работало 63 преподавателя. 
В 1967 году на фасаде дома была установлена мемориальная доска уездному съезду советов (мрамор, 0,9х0,6 м), ныне демонтирована.
Сейчас в здании размещается Новгород-Северское медицинское училище.